# Dresdner Sezession
Dresdner Sezession (nach der Secession) ist die Bezeichnung für mehrere Dresdner Sezessionsbewegungen in der Zeit der Weimarer Republik. Die Dresdner Sezession Gruppe 1919 um Otto Dix und Conrad Felixmüller ist die bekannteste dieser Gruppierungen. Bereits im Jahr 1893 gründete sich die erste Sezession in Dresden mit der Freien Vereinigung Dresdner Künstler und dem nachfolgenden Verein bildender Künstler Dresden. Im Wendejahr 1989 griff die sächsische Künstlergruppe Dresdner Sezession 89 bei ihrer Gründung bewusst den Namen wieder auf.

## Freie Vereinigung Dresdner Künstler / Verein bildender Künstler Dresden (Sezession)
Der Verein bildender Künstler Dresden, auch Sezession genannt, ging 1894 aus der ein Jahr zuvor gegründeten Freien Vereinigung Dresdner Künstler hervor und war eine Dresdner Künstlervereinigung um Carl Bantzer und Gotthardt Kuehl. Ihre Mitglieder wandten sich von der traditionellen Historienmalerei der damaligen Zeit ab und widmeten sich der impressionistischen Freilichtmalerei. Die Gruppe war eine der frühesten Sezessionen: Frühere Gründungen fanden nur 1891 in Düsseldorf mit der Freien Vereinigung Düsseldorfer Künstler und 1892 in München mit dem Verein bildender Künstler Münchens statt.

## Dresdner Sezession Gruppe 1919
Die Dresdner Sezession Gruppe 1919, auch Dresdner Sezession oder Gruppe 1919 genannt, war eine expressionistische Künstlergruppe um Otto Dix, Conrad Felixmüller, Wilhelm (Will) Heckrott, Constantin von Mitschke-Collande, Otto Schubert, Lasar Segall und Hugo Zehder. Sie ist die bekannteste der Dresdner Sezessionsbewegungen. 1922 löste sich die Gruppe aufgrund von politischen Meinungsverschiedenheiten und unterschiedlichen künstlerischen Auffassungen auf. Als lose Gruppe nahm sie 1924 und 1925 allerdings noch an den Kunstausstellungen der Dresdner Kunstgenossenschaft teil.

## Dresdner Sezession 1925/26
Die Dresdner Sezession 1925/26 bildete sich 1925 als lose Gruppe aus den ehemaligen Mitgliedern der Dresdner Sezession Gruppe 1919, um an der „Kunstausstellung Dresden 1925“ teilzunehmen.

## Aktion
Die Künstlergruppe Aktion trat 1930 an, um „kunstreaktionären Bestrebungen entgegenzutreten“. Sie formierte sich um Erich Fraaß, Ludwig Godenschweg, Otto Griebel, Eugen Hoffmann, Bernhard Kretzschmar, Max Lachnit, Wilhelm Lachnit, Karl Lüdecke, Wilhelm Rudolph, Ewald Schönberg und Fritz Tröger. Die Gruppe besaß einen oppositionellen Charakter und ist den Dresdner Sezessionsbewegungen zuzurechnen. Die Aktion ging in der Neuen Dresdner Sezession 1931 auf.

## Neue Dresdner Sezession 1931
Die Neue Dresdner Sezession 1931, auch Neue Dresdner Sezession genannt, war eine Dresdner Künstlergruppe um Pol Cassel, Bernhard Kretzschmar und Hermann Theodor Richter und bildete sich im Frühjahr 1931 aus mehreren Mitgliedern der Aktion und weiteren Künstlern. Mehrere Mitglieder der Neuen Dresdner Sezession 1931 schlossen sich ein Jahr später der Dresdner Sezession 1932 an.

## Dresdner Sezession 1932
Die Dresdner Sezession 1932 bildete sich 1932 zu einer Zeit, in der sich die ökonomischen und politischen Rahmenbedingungen für Kunstschaffende stark verschlechtert hatten. Die Gruppe stand für künstlerische Freiheit und Unabhängigkeit und setzte sich auch kunstpolitisch für die Interessen der Künstlerschaft ein. Bei der Gründung schlossen sich zahlreiche Mitglieder aus anderen Künstlergruppen der Dresdner Sezession 1932 an: darunter waren Mitglieder der Gruppe der Abstrakten, der Aktion, der ASSO Dresden, der Neuen Dresdner Sezession 1931, der Gruppe 1930, der Gruppe Dresdner Künstlerinnen und der Unabhängigen Gemeinschaft.

## Dresdner Sezession 89
Die Dresdner Sezession 89 e. V. wurde im Dezember 1989 von 23 Künstlerinnen gegründet, um gemeinsam am gesellschaftlichen Umbruch teilzunehmen. Der Name der ersten Künstlerinnenvereinigung im Dresdner Kunstgeschehen sollte bewusst auf die Dresdner Sezessionen bezugnehmen, ohne sie dabei in eine „feministische Ecke“ zu drängen.